# Traces Into Eternity
Traces Into Eternity – pierwszy album Ethelyn, zarejestrowany pod okiem Maćka Mularczyka podczas sesji w będzińskim Mamut Studio. W pełni profesjonalnym wydaniu ukazał się w roku 2008.

## Lista utworów
1. Intro (On The Cross Of Choices) - 01:01
2. Yearnings - 04:36
3. The Beast Inside - 02:37
4. Traces Into Eternity - 04:25
5. Platonic - 05:56
6. Life Abandoned - 03:12
7. Wingless - 04:16
8. Beauty Must Die - 05:13
9. Bitter Song For The Dead - 05:23
10. Outro (Epiloque) - 01:48

## Twórcy
| Zespół Ethelyn w składzie - Morbid – perkusja - Valdi – gitara - Nameless – gitara - Les – gitara basowa - Mysth – wokal prowadzący | Inni - Witold Dacz & Mysth – intro - Radosław „Olsen” Grzybek – okładka - Sebastian Niewadzi – zdjęcia - Mateusz Horodyski – logo |